# 데이비드 블랙웰
데이비드 해럴드 블랙웰(1919년 4월 24일 ~ 2010년 7월 8일)은 게임 이론, 확률 이론, 정보 이론 및 통계에 중요한 공헌을 한 미국의 통계학자이자 수학자이다. 그는 라오-블랙웰 정리의 시조 중 하나이다. 그는 미국국립과학원에 입회한 최초의 아프리카계 미국인이었고, 버클리 소재 캘리포니아 대학교에서 최초의 아프리카계 미국인 정교수(임기 포함)였으며 박사 학위를 받은 일곱 번째 아프리카계 미국인이었다. 2012년 오바마 대통령은 사후 블랙웰에게 국가 과학 메달을 수여했다.
블랙웰은 또한 교과서 작성의 선구자였다. 그는 최초의 베이즈 통계 교과서 중 하나인 1969년 기초 통계(Basic Statistics)를 집필했다. 은퇴할 때까지 그는 동적 계획법, 게임 이론 및 수리 통계학에 관한 90개 이상의 논문과 책을 출판했다.

## 어린 시절과 교육
데이비드 해럴드 블랙웰은 1919년 4월 24일 일리노이주 센트레일리아에서 전업 주부인 마벨 존슨 블랙웰과 일리노이주 중앙 철도 직원인 그로버 블랙웰 사이에서 태어났다. 그는 JW와 Joseph이라는 형제와 Elizabeth라는 자매를 둔 네 자녀 중 장남이었다. 통합된 공동체에서 성장한 블랙웰은 "혼합" 학교에 다녔으며 그곳에서 수학 분야에서 두각을 나타냈다. 초등학교 시절 그의 선생님은 두 차례에 걸쳐 그를 학년 수준 이상으로 진급시켰다. 그러나 수학에 대한 그의 열정이 시작된 것은 고등학교 기하학 과정에서였다. 뛰어난 학생이었던 블랙웰은 1935년 16세의 나이로 고등학교를 졸업했다.
블랙웰은 초등학교 수학을 공부하고 교사가 되려는 의도로 일리노이 대학교 어바나-샘페인에 입학했다. 그는 학생 시절 6년 동안 그를 수용했던 흑인 형제회인 Alpha Phi Alpha의 회원이었다. 그는 1938년에 3년 만에 수학 학사 학위를 받았고, 1년 후인 1939년에 석사 학위를 받았다. 그는 1941년 22세의 나이에 수학 박사 학위를 받았다 그의 박사 지도교수는 조지프 두브이었다. 당시 블랙웰은 박사 학위를 취득한 일곱 번째 아프리카계 미국인이었다. 미국에서 수학 박사 학위를 받았으며 일리노이 대학교 어바나-샘페인 캠퍼스에서 처음으로 학사 학위를 취득했다. 그의 박사 학위 논문은 마르코프 연쇄에 관한 것이었다.

## 경력 및 연구

### 박사후 과정 및 초기 경력
블랙웰은 흑인 학자들을 돕기 위한 기금인 로젠월드 펠로우십을 받은 후 1941년 프린스턴 고등연구소에서  1년간 박사후 연구원을 마쳤다.
IAS에서 박사후 연구원으로 근무하는 동안 블랙웰은 그의 인종 때문에 IAS가 역사적으로 연구 및 장학금 활동에서 협력해온 인근 프린스턴 대학에서 강의에 참석하거나 연구를 수행하는 것이 금지되었다.

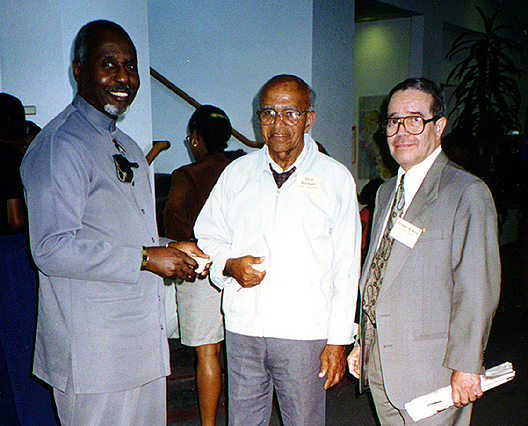
왼쪽부터: 1995년 6월 수학 과학 분야 아프리카계 미국인 연구자 회의에 참석한 Abdulalim Shabazz, 데이비드 블랙웰, J. Ernest Wilkins Jr.

다른 곳에서 영구적인 일자리를 찾기 위해 그는 1942년에 104개의 역사적으로 흑인 대학에 지원서를 썼고 총 3개의 제안을 받았다. 당시 그는 흑인 교수는 흑인 대학에서만 가르치는 일을 할 수 있을 것이라고 생각했다. 그의 논문 지도교수인 조지프 두브가 버클리 소재 캘리포니아 대학교에서 일할 수 있도록 적극적으로 추천한 그는 통계학자인 예지 네이만과 면담했다. 네이만은 그의 임명을 지지했고, 수학과장인 그리피스 에반스는 처음에 이에 동의했고 심지어 대학 총장인 로버트 스프로울에게 이것이 올바른 결정이라고 설득했지만 나중에는 그의 아내의 우려를 언급하며 머뭇거렸다. 에반스와 그의 아내는 부서 구성원을 저녁 식사에 초대하는 것이 관례였으며 "그녀의 집에는 어두운 옷을 두지 않을 것이다."
그는 1942년부터 1943년까지 배턴 루지에 있는 서던 대학교에서 자리를 제안받았고, 그 후 애틀랜타의 클라크 대학교에서 강사로 1년 동안 일했다.

### 하워드 대학교
블랙웰은 1944년에 하워드 대학교의 수학과에 합류했다. 그가 합류했을 때 그는 4명의 교수 중 한 명이었고 3년 안에 정교수와 학과장으로 임명되었다. 그는 1954년까지 하워드에 머물렀다.
1947년 하워드에 있는 동안 블랙웰은 나중에 라오-블랙웰 정리로 알려지게 된 기술의 개요를 설명하는 "Conditional Expectation and Unbiased Sequential Estimation"이라는 논문을 출판했다. 이 정리는 평균 제곱 오차를 잠재적으로 줄여 통계적 추정을 향상시키는 방법을 제공한다.
1948년부터 1950년까지 블랙웰은 RAND Corporation 에서 Meyer Abraham Girshick 및 결투의 게임 이론을 탐구하는 다른 수학자들과 함께 여름을 보냈다. 1954년 Girshick과 블랙웰은 게임 이론과 통계적 결정을 출판했다. 폰 노이만과 Girshick 외에도 다른 블랙웰 협력자 및 멘토로는 Leonard J. Savage, Richard E. Bellman 및 노벨상 수상자 Kenneth J. Arrow가 있다.

### 캘리포니아대학교 버클리캠퍼스
블랙웰은 1954년 캘리포니아 대학교 버클리 캠퍼스에서 객원 교수로 부임했고, 1955년 새로 창설된 통계학과의 정교수로 임용되었다. 그는 1957년에 통계학과장이 되었다.
블랙웰은 1967년 쿠라토프스키의 정리에 대한 게임이론적 증명을 통해 위상수학과 게임이론을 연결했다 블랙웰은, 주로 수학적 결과의 실제 사회적 영향으로 인해(특히 핵군축에 대해서는 냉전이 시작될 때), 지미 세비지가 도입한 확실한 원리를 탐색하기 위해 제로섬 게임을 넘어 자신의 연구를 간략하게 확장했다.
블랙웰은 최초의 베이즈 통계학 교과서 중 하나인 1969년 기초 통계(Basic Statistics)를 집필했다. 이는 생물통계학자 도널드 베리가 쓴 1995년 교과서 통계: 베이지안 관점(Statistics: A Bayesian Perspective)에 영감을 주었다.
그는 남은 경력을 UC Berkeley에서 보냈으며 1988년에 70세의 나이로 은퇴했다. 당시는 은퇴 연령이었다. 그는 경력 기간 동안 60명이 넘는 학생들을 멘토링했다.

## 개인의 삶과 죽음
블랙웰은 1944년 12월 27일에 Spelman College 를 1934년 졸업한 Annlizabeth Madison과 결혼했다 그들은 8명의 자녀를 두었는데, 아들 3명과 딸 5명(앤, 줄리아, 데이비드, 루스, 그로버, 베라, 휴고, 사라)이 있었다.
데이비드 블랙웰은 2010년 7월 8일 캘리포니아주 버클리에 있는 Alta Bates Summit Medical Center에서 뇌졸중 합병증으로 사망했다. 그는 91세였다.

## 명예와 상
블랙웰은 평생 동안 12개의 명예박사 학위를 받았다.
- 1954년 국제수학자회의 초청연사
- 1956년 수리통계연구소 소장
- 1965년 미국 국립과학원 (NAS) 회원으로 선출됨
- 1968년 미국 예술과학아카데미 (AAAS) 회원으로 선출됨
- 베르누이 수리통계 및 확률학회 회장, 1975-1977
- 1976년 왕립통계학회 (RSS) 명예회원
- 1978년 미국통계학회 (ASA) 부회장
- 1979년 존 폰 노이만 이론상 수상[30]
- 1986년 RA Fisher Lectureship 수상[31]
- 1990년 미국철학학회 회원으로 선출[32]
- 운영연구 및 경영과학연구소 펠로우, 2002[33]
- 2012년 국가과학훈장 (사후) 수여[34]

## 유산
미국 수학 협회의 MathFest는 전국 수학자 협회와 협력하여 매년 MAA-NAM 데이비드 블랙웰 강의를 선보인다. 블랙웰은 1994년에 취임 연설을 했다. 이후 강사들은 "개인적인 성취와 수학계에 대한 봉사 모두에서 블랙웰의 정신을 모범으로 보여주는" 연구원들이다.
블랙웰-타피아 상은 데이비드 블랙웰과 리차드 타피아를 기리기 위해 명명되었다.
캘리포니아 대학교 버클리는 데이비드 블랙웰의 이름을 딴 학부 기숙사를 만들었다. 2018년 가을에 기숙사를 열었다.
David Blackwell and the Deadliest Duel이라는 제목의 그의 삶에 대한 교양 서적이 2019년에 출판되었다.

블랙웰은 1983년 "Mathematical People"이라는 프로젝트에 대한 인터뷰에서 자신의 가치와 작업에 대해 다음과 같이 진술했다.
기본적으로 저는 연구에 관심이 없고 가본 적도 없다.... 나는 이해에 관심이 있는데, 이는 전혀 다른 문제이다. 그리고 다른 사람이 해본 적이 없기 때문에 무엇인가를 이해하려면 스스로 해결해야 하는 경우가 많다.
2024년 3월, 엔비디아는 데이비드 해럴드 블랙웰의 이름을 딴 최신 GPU AI 플랫폼 블랙웰을 출시했다.

## 참고 문헌

### 서적
- Blackwell, D. (1969). 《Basic Statistics》. McGraw Hill.
- Blackwell, D.; Girshick, M.A. (1979). 《Theory of games and statistical decisions》. New York: Dover Publications. ISBN 0486638316.

### 논문
- Blackwell, D. (1947). “Conditional expectation and unbiased sequential estimation”. 《Annals of Mathematical Statistics》 18 (1): 105–110. doi:10.1214/aoms/1177730497. MR 19903. Zbl 0033.07603.
- Blackwell, D. (June 1962). “Discrete Dynamic Programming”. 《Annals of Mathematical Statistics》 33 (2): 719–726. doi:10.1214/aoms/1177704593.